# Records i oblits

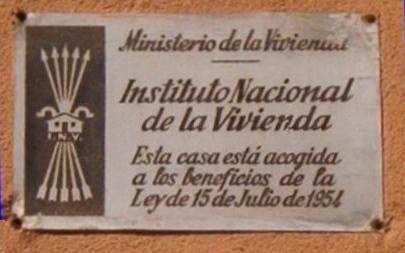
Placa con el logo falangista del yugo y las flechas

Records i oblits, (Recuerdos y olvidos) es un reportaje emitido por Televisió de Catalunya el 20 de noviembre de 1994, dentro del espacio de documentales 30 minuts, con motivo de los 19 años de la muerte del dictador Franco. Un documental elaborado por los periodistas Isabel Pons y Josep M. Domenech.
Su presentador, Joan Salvat, hacía esta introducción al documental Records i oblits:

En esta investigación en diversas poblaciones de Cataluña sobre los restos arquitectónicos y los símbolos del franquismo el resultado es sorprendente, porque hay muchos más de los que podíamos imaginar. Muchos estos símbolos están olvidados y son representativos de la poca memoria que hay sobre un período que ha marcado varias generaciones.

El documental cuenta con la participación de opositores al régimen y, también, de nostálgicos del franquismo. Entre ellos destacan Manuel Vázquez Montalbán y Josep Maria Huertas Claveria, ambos escritores y periodistas, el cantautor Raimon, el historiador Josep Maria Solé i Sabaté o la Catedrática en Economía y Política, Pilar Jaraiz Franco. Del bando franquista lo hacen, entre otros, Rodolfo Martín Villa, gobernador civil de Barcelona (1974-1975), Carlos Arias Navarro o Agustín Castejón, patrón de la Fundación Francisco Franco. Records i oblits finaliza con un repaso a aquellos monumentos y símbolos franquistas que todavía perduran.
Además de muchos símbolos franquistas que perduran incluso aún en edificios públicos, el más abundante lo encontramos en numerosos bloques de pisos que, en su momento, edificó el Instituto Nacional de la Vivienda (en la imagen superior podemos ver una de sus placas situada en un edificio de Manresa).